# Diego Ferreyra
Pour les articles homonymes, voir Ferreyra.
Ferreyra  Geldrez est un nom espagnol. Le premier nom de famille, en général paternel, est Ferreyra ; le second, en général maternel, souvent omis, est Geldrez.
Diego Agustín Ferreyra Geldrez, né le 14 octobre 1997, est un coureur cycliste chilien. Il participe à des compétitions sur route et sur piste.

## Palmarès sur route

### Par années
- 2015
  -  Champion du Chili du contre-la-montre juniors
- 2017
  -  Champion du Chili du contre-la-montre espoirs
- 2018
  -  Champion panaméricain du contre-la-montre espoirs
- 2019
  -  Champion panaméricain du contre-la-montre espoirs
  -  Champion du Chili du contre-la-montre espoirs
  - 2e du championnat du Chili sur route espoirs
- 2022
  - 3e du championnat du Chili du contre-la-montre

### Classements mondiaux
| Année            | 2016 | 2017 | 2018 | 2019 |
| ---------------- | ---- | ---- | ---- | ---- |
| UCI America Tour | 599e | 359e | 99e  | 82e  |

## Palmarès sur piste

### Championnats panaméricains
- Aguascalientes 2016
  -  Médaillé de bronze de la poursuite par équipes (avec Antonio Cabrera, Nicolás González (en) et Edison Bravo)